# (33078) 1997 WN35
1997 WN35 (asteroide 33078) é um asteroide da cintura principal. Possui uma excentricidade de 0.10170910 e uma inclinação de 6.98423º.
Este asteroide foi descoberto no dia 29 de novembro de 1997 por LINEAR em Socorro.